# Campionato mondiale B maschile di hockey su pista Parigi 1984
Il campionato mondiale B di hockey su pista 1984 è stata la 1ª edizione dell'omonima competizione di hockey su pista per squadre nazionali maschili. Il torneo si è svolto in Francia a Parigi dal 17 al 24 novembre 1984.
A vincere il torneo fu la Francia per la prima volta nella sua storia precedendo in classifica il Belgio. La Francia, l'Inghilterra e l'Angola  furono promosse nel campionato mondiale.

## Formula
Il campionato Mondiale B 1984 fu disputato da undici selezioni nazionali tramite la formula del girone all'italiana con gare di sola andata. Vennero attribuiti due punti per l'incontro vinto, uno per l'incontro pareggiato e zero in caso di sconfitta. La prima squadra classificata venne proclamata campione mentre le prime tre squadre classificate al termine del torneo furono promosse nel campionato mondiale di Sertãozinho 1986.

## Squadre partecipanti
| Pr. | Squadra       | Partecipazioni precedenti al torneo |
| --- | ------------- | ----------------------------------- |
| 1   | Angola        | Esordiente                          |
| 2   | Australia     | Esordiente                          |
| 3   | Belgio        | Esordiente                          |
| 4   | Colombia      | Esordiente                          |
| 5   | Francia       | Esordiente                          |
| 6   | Giappone      | Esordiente                          |
| 7   | Inghilterra   | Esordiente                          |
| 8   | Irlanda       | Esordiente                          |
| 9   | Macao         | Esordiente                          |
| 10  | Messico       | Esordiente                          |
| 11  | Nuova Zelanda | Esordiente                          |

Nota bene: nella sezione "partecipazioni precedenti al torneo" le date in grassetto indicano la squadra che ha vinto quell'edizione del torneo

## Svolgimento del torneo

### Classifica
| Pos. | Squadra       | Pt | G  | V | N | P | GF | GS  | DR   |
| ---- | ------------- | -- | -- | - | - | - | -- | --- | ---- |
| 1.   | Francia       | 17 | 10 | 8 | 1 | 1 | 70 | 16  | +54  |
| 2.   | Belgio        | 17 | 10 | 8 | 1 | 1 | 74 | 16  | +58  |
| 3.   | Inghilterra   | 15 | 10 | 7 | 1 | 2 | 50 | 13  | +37  |
| 4.   | Angola        | 14 | 10 | 6 | 2 | 2 | 61 | 17  | +44  |
| 5.   | Colombia      | 13 | 10 | 6 | 1 | 3 | 45 | 29  | +16  |
| 6.   | Australia     | 13 | 10 | 5 | 3 | 2 | 62 | 16  | +46  |
| 7.   | Nuova Zelanda | 8  | 10 | 3 | 2 | 5 | 37 | 43  | -6   |
| 8.   | Messico       | 7  | 10 | 3 | 1 | 6 | 38 | 49  | -11  |
| 9.   | Macao         | 3  | 10 | 1 | 1 | 8 | 18 | 81  | -63  |
| 10.  | Giappone      | 2  | 10 | 0 | 2 | 8 | 14 | 74  | -64  |
| 11.  | Irlanda       | 1  | 10 | 0 | 1 | 9 | 13 | 124 | -111 |

### Risultati
| Parigi 17 novembre 1984 | Angola | 3 – 2 | Nuova Zelanda |  |

| Parigi 17 novembre 1984 | Australia | 10 – 0 | Messico |  |

| Parigi 17 novembre 1984 | Belgio | 4 – 1 | Inghilterra |  |

| Parigi 17 novembre 1984 | Colombia | 5 – 1 | Irlanda |  |

| Parigi 17 novembre 1984 | Francia | 8 – 1 | Giappone |  |

| Parigi 18 novembre 1984 | Angola | 12 – 0 | Macao |  |

| Parigi 18 novembre 1984 | Angola | 8 – 5 | Messico |  |

| Parigi 18 novembre 1984 | Australia | 9 – 1 | Nuova Zelanda |  |

| Parigi 18 novembre 1984 | Belgio | 8 – 2 | Colombia |  |

| Parigi 18 novembre 1984 | Francia | 10 – 0 | Macao |  |

| Parigi 18 novembre 1984 | Inghilterra | 15 – 0 | Irlanda |  |

| Parigi 18 novembre 1984 | Giappone | 2 – 11 | Nuova Zelanda |  |

| Parigi 19 novembre 1984 | Angola | 17 – 0 | Irlanda |  |

| Parigi 19 novembre 1984 | Angola | 12 – 0 | Giappone |  |

| Parigi 19 novembre 1984 | Australia | 10 – 1 | Macao |  |

| Parigi 19 novembre 1984 | Australia | 2 – 11 | Colombia |  |

| Parigi 19 novembre 1984 | Belgio | 12 – 0 | Giappone |  |

| Parigi 19 novembre 1984 | Colombia | 0 – 2 | Inghilterra |  |

| Parigi 19 novembre 1984 | Francia | 12 – 6 | Nuova Zelanda |  |

| Parigi 19 novembre 1984 | Irlanda | 2 – 6 | Messico |  |

| Parigi 20 novembre 1984 | Angola | 3 – 4 | Colombia |  |

| Parigi 20 novembre 1984 | Australia | 7 – 2 | Giappone |  |

| Parigi 20 novembre 1984 | Australia | 1 – 1 | Francia |  |

| Parigi 20 novembre 1984 | Belgio | 5 – 0 | Nuova Zelanda |  |

| Parigi 20 novembre 1984 | Francia | 20 – 2 | Irlanda |  |

| Parigi 20 novembre 1984 | Inghilterra | 11 – 1 | Macao |  |

| Parigi 20 novembre 1984 | Giappone | 1 – 9 | Messico |  |

| Parigi 20 novembre 1984 | Macao | 5 – 6 | Messico |  |

| Parigi 21 novembre 1984 | Angola | 2 – 2 | Australia |  |

| Parigi 21 novembre 1984 | Belgio | 15 – 1 | Macao |  |

| Parigi 21 novembre 1984 | Colombia | 5 – 5 | Nuova Zelanda |  |

| Parigi 21 novembre 1984 | Francia | 5 – 1 | Messico |  |

| Parigi 21 novembre 1984 | Francia | 4 – 1 | Inghilterra |  |

| Parigi 21 novembre 1984 | Inghilterra | 9 – 0 | Giappone |  |

| Parigi 21 novembre 1984 | Irlanda | 1 – 14 | Nuova Zelanda |  |

| Parigi 22 novembre 1984 | Angola | 1 – 1 | Inghilterra |  |

| Parigi 22 novembre 1984 | Australia | 2 – 2 | Belgio |  |

| Parigi 22 novembre 1984 | Belgio | 1 – 5 | Francia |  |

| Parigi 22 novembre 1984 | Colombia | 8 – 0 | Macao |  |

| Parigi 22 novembre 1984 | Irlanda | 4 – 4 | Giappone |  |

| Parigi 23 novembre 1984 | Irlanda | 3 – 8 | Macao |  |

| Parigi 23 novembre 1984 | Messico | 1 – 1 | Nuova Zelanda |  |

| Parigi 23 novembre 1984 | Angola | 3 – 2 | Francia |  |

| Parigi 23 novembre 1984 | Australia | 18 – 0 | Irlanda |  |

| Parigi 23 novembre 1984 | Australia | 1 – 2 | Inghilterra |  |

| Parigi 23 novembre 1984 | Belgio | 17 – 0 | Irlanda |  |

| Parigi 23 novembre 1984 | Belgio | 9 – 5 | Messico |  |

| Parigi 23 novembre 1984 | Colombia | 11 – 2 | Giappone |  |

| Parigi 23 novembre 1984 | Inghilterra | 3 – 2 | Messico |  |

| Parigi 23 novembre 1984 | Macao | 0 – 4 | Nuova Zelanda |  |

| Parigi 24 novembre 1984 | Angola | 0 – 1 | Belgio |  |

| Parigi 24 novembre 1984 | Colombia | 5 – 3 | Messico |  |

| Parigi 24 novembre 1984 | Inghilterra | 5 – 0 | Nuova Zelanda |  |

| Parigi 24 novembre 1984 | Giappone | 2 – 2 | Macao |  |

| Parigi 24 novembre 1984 | Colombia | 0 – 3 | Francia |  |